# Hugo Larsen
Hugo Valdemar Larsen (23. september 1875 i København – 25. december 1950 sammesteds) var dansk maler, impressionist og realist. 
Han blev uddannet på Kunstakademiet under Frants Henningsen og Otto Bache. Han debuterede på Charlottenborg Forårsudstilling i 1899 og udstillede her med enkelte mellemrum til 1915.
Hugo Larsen blev først kendt for en række billeder fra den jyske alhede, hvor han skildrede en koloni af straffefanger, som arbejdede på opdyrkning af heden. Den største betydning fik hans malerier og tegninger fra Dansk Vestindien, hvor han opholdt sig fra februar 1904 til august 1907. Hans impressionistiske landskaber herfra og specielt de indfølte skildringer af den farvede lokalbefolknings hverdag i tropekolonien er unikke og udgør højdepunktet i hans karriere.
Efter 1915 brød Hugo Larsen med Charlottenborg i protest mod censurkomiteens vilkårlighed, og han udstillede herefter kun i andre sammenhænge.
Gennem hele karrieren var Hugo Larsen en efterspurgt portrætmaler, og han var en yndet gæst på en række danske herregårde, hvor han portrætterede ejerne og deres familier.
Han er begravet på Holmens Kirkegård.
I 2006 fandt en separatudstilling af hans værker fra Dansk Vestindien sted på Øregaard Museum og siden på Handels- og Søfartsmuseet i Helsingør.